# مسکوفسکی (سرزمین آلتای)
مسکوفسکی (به لاتین: Moskovsky) یک منطقهٔ مسکونی در روسیه است که در سرزمین آلتای واقع شده‌است.